# مقاطعة سولت ليك (يوتا)
مقاطعة سالت ليك (بالإنجليزية: Salt Lake County)‏ هي إحدى مقاطعات ولاية يوتا في الولايات المتحدة الأمريكية.

## أعلام
- بويد ك. باكر
- ألان تورنر هاو
- فرد سانفورد